# Dongyang
Dongyang (Traditioneel Chinees: 東陽; Vereenvoudigd Chinees: 东阳; Hanyu pinyin: Dōngyáng) is een stad en een arrondissement in de prefectuur Jinhua in de provincie Zhejiang.
Bij de volkstelling van 2020 had de stad zelf 738.721 inwoners. Het arrondissement had 1.087.950 inwoners. Met de in het westen vastgegroeide stad Yiwu heeft het een agglomeratie van 2,7 miljoen inwoners.

## Geschiedenis
Dongyang is gesticht in 195 na Christus (twee jaar na de stichting van het gebied Xingping in de Han-dynastie) en had toen de naam "Wuning" (吴宁). Deze naam werd in 688 veranderd in Dongyang, Chinees voor "Oostelijke zon".

## Economie
In Dongyang staan de hoofdvestigingen van veel bouwbedrijven, waarvan de belangrijkste Zhongtian is. In de stad worden ook magneten, chemicaliën, plastic producten, kleden, landbouwproducten en houtsculpturen gemaakt. De stad zit in vergelijking met andere steden in Oost-China in een grote groeiperiode.
De hervorming van het handelsbeleid heeft in de jaren zeventig geleid tot grote economische groei, waardoor de stad een van de 100 belangrijkste economische centra van China en het belangrijkste economische centrum van Zehjiang werd. In 2005 had Dongyang een bruto binnenlands product van 15,948 biljoen Chinese renminbi. Een gemiddeld huishouden in de stad verdient 13.349 Chinese reminbi per jaar en een gemiddelde landbouwer verdient 6.903 Chinese renminbi per jaar.
Het grootste deel van het bbp in Dongyang wordt verdiend door de industriële sector. Het meeste geld in de industriële sector in de stad wordt verdiend met magneten, machinebouw, elektronica, medische producten en chemicaliën. Dongyang is nu de grootste exporteur van magneten in China en de op twee na belangrijkste medische stad van China. De belangrijkste medische bedrijven die in de stad zijn gevestigd zijn: Hengdian Kangyu Pharmaceutical Co.Ltd, Zhejiang Garden Biological High-tech Co., Ltd., en Zhejiang Hansheng Pharmaceutical Co., Ltd.
In Hengdian zit een belangrijke filmstudio, waarin veel tv-programma's en films over het oude China worden gemaakt. In de filmstudio staan onder andere een zomerpaleis, een replica van de Chinese muur, een replica van een oud Chinees dorp, een aantal Europese dorpen en een piratenschip.

## Bijzondere gebouwen
- Lu-wooncomplex (卢宅) is een historisch staatsbeschermd gebouw.
- Hengdian World Studio's (横店影视城) is een van de grootste filmstudio's van China.

1. ↑  Zhèjiāng (China): Prefectural Division & Major Cities - Population Statistics, Maps, Charts, Weather and Web Information. citypopulation.de. Geraadpleegd op 27 mei 2025.